# John Gunnarson
John Gunnar Gunnarson, född 10 november 1968 i Björklinge, är en svensk skådespelare.
Gunnarsson har mest arbetat med olika TV-produktioner som Efterlyst och SOS På liv och död.

## Filmografi
- 1985 – Löggulíf
- 1996 – Jerusalem
- 1997 – Adam & Eva
- 1997 – Skilda världar (TV-serie)
- 1998 – Vita lögner (TV-serie)
- 1999 – Nya tider (TV-serie)
- 2000 – Eldsjälen

## Teater

### Roller
| År   | Roll           | Produktion                        | Regi             | Teater   |
| ---- | -------------- | --------------------------------- | ---------------- | -------- |
| 1999 | Preciös Kadett | Cyrano de Bergerac Edmond Rostand | Ronny Danielsson | Dramaten |
| 2000 | Kammarherre    | Vildanden Henrik Ibsen            | Stefan Larsson   | Dramaten |